# Great Keppel Island
Great Keppel Island (z angličtiny lze přeložit jako Velký Keppelův ostrov) je ostrov
vzdálený patnáct kilometrů městečka Yeppoon ležícího v Queenslandu na východním pobřeží Austrálie.
Je největším ze skupiny osmnácti ostrovů, které v roce 1770 pojmenoval James Cook po tehdejším prvním lordu admirality Augustu Keppelovi.